# Rhizobotrya alpina
Rhizobotrya alpina là một loài thực vật có hoa trong họ Cải. Loài này được Tausch miêu tả khoa học đầu tiên năm 1836.